# Sirystes subcanescens
El mosquero canoso (Sirystes subcanescens) es una especie de ave paseriforme de la familia Tyrannidae perteneciente al género Sirystes. Es nativo del escudo guayanés en América del Sur. Este género era monotípico hasta mayo de 2014 en que algunas subespecies de Sirystes sibilator, con base en diferencias de vocalización y morfológicas, fueron separadas y elevadas al rango de especies.

## Distribución y hábitat
Se distribuye por Guyana, Surinam, Guayana francesa y el este de la Amazonia brasileña (al norte del río Amazonas hacia el este desde el río Negro).
Esta especie es considerada de rara a escasa y poco común —pero puede ser localmente bastante común en zonas de Amazonas, Brasil—, en sus hábitats naturales: el dosel de selvas húmedas primarias y crecimientos secundarios.

## Sistemática

### Descripción original
La especie S. subcanescens fue descrita por primera vez por el ornitólogo estadounidense Walter Edmond Clyde Todd en 1920 bajo el nombre científico de subespecie Sirystes albocinereus subcanescens; su localidad tipo es: «alto Rocana; norte de Pará, Brasil».

### Etimología
El nombre genérico femenino «Sirystes» deriva del griego «suristēs» que significa ‘gaitero’; y el nombre de la especie «subcanescens», se compone de las palabras del latín «sub» que significa ‘debajo’, y «canescens» que significa ‘grisáceo’, ‘canoso’.

### Taxonomía
Los taxones S. sibilator albocinereus  y S. sibilator subcanescens fueron tradicionalmente tratados como subespecies de S. sibilator. En mayo de 2014, con base principalmente en diferencias de vocalización discutidas en Donegan (2013), el Comité de Clasificación de Sudamérica (SACC), en la Propuesta 610 (B) reconoció la elevación de la presente y Sirystes albocinereus al rango de especies plenas. Es monotípica.